# Itoplectis australis
Itoplectis australis là một loài tò vò trong họ Ichneumonidae.